# Benjamin McCulloch
Pour les articles homonymes, voir McCulloch.
Benjamin McCulloch (11 novembre 1811 – 7 mars 1862) est un soldat lors de la révolution texane, un Texas Ranger, un marshal, et un général de l'armée confédérée durant la guerre de Sécession.

## Jeunesse
Benjamin McCulloch naît le 11 novembre 1811 dans le comté de Rutherford, Tennessee, un des douze enfants et quatrième fils d'Alexander McCulloch et Frances Fisher LeNoir. Son père, diplômé de l'université de Yale, est un officier de l'état-major du brigadier général John Cofee pendant la guerre des Creeks et en 1814 en Alabama (apparemment à la bataille de la Nouvelle-Orléans de 1815). Sa mère est la fille d'un célèbre planteur virginien. La famille McCulloch est bien portante, politiquement influente, et socialement très importante en Caroline du Nord avant la guerre d'indépendance, mais Alexander dilapide son héritage et est incapable d'élever ses fils. Deux des frères aînés de Ben suivront brièvement leur scolarité dans le Tennessee dont l'enseignant est leur voisin Sam Houston). L'un des plus jeunes frères de Ben est Henry Eustace McCulloch, aussi officier général confédéré. Un autre frère, Alexander, participe à la révolution du Texas et est capitaine au Mexique.
La famille McCulloch, comme beaucoup sur la frontière, se déplace par choix ou nécessité. Dans les vingt années qui ont suivi leur déménagement de Caroline du Nord et la naissance de Ben, ils vivent dans le Tennessee oriental, l'Alabama, et puis dans le Tennessee occidental, et finalement s'installent à Duersburg, où l'un des plus proches voisin est David Crockett - qui a une grande influence sur le jeune Ben.
En 1834, McCulloch part vers l'ouest. Il atteint St. Louis juste trop tard pour se joindre aux trappeurs qui se dirigent vers les montagnes pour la saison. Il essaie alors de se joindre à une compagnie de fret qui part pour Santa Fe en tant que palefrenier de mules, mais on lui dit qu'ils ont déjà leur effectif complet. Il part pour le Wisconsin pour être mineur de plomb, mais trouve que tous les bonnes concessions sont déjà prises par les grandes compagnies minières. À l'automne 1835, il retourne au Tennessee pour s'installer en tant que fermier.

## Carrière au Texas
Quand David Crockett part pour le Texas en 1835 (à la suite de sa défaite lors de sa troisième campagne pour l'élection au congrès), Ben McCulloch, lassé d'être fermier et recherchant l'aventure, décide de l'accompagner, ainsi que son frère Henry McCulloch. Ils planifient de rencontrer les gars du Tennessee de Crockett à Nacogdoches le jour de Noël. L'arrivée de Crockett à Nacogdoches est retardée en raison d'une partie de chasse entre le Bois d'Arc Creek et le bayou de Choctaw. Le 5 janvier 1836, Crockett arrive à Nacogdoches. Là-bas, Ben McCulloch le salue après avoir convaincu son frère, Heny McCulloch de retourner au Tennessee. Ben contracte la rougeole et est alité pendant plusieurs semaines. Crockett continue son chemin vers San Antonio. La maladie de McCulloch l'empêche d'arriver à San Antonio avant qu'Alamo ne soit déjà tombé.
McCulloch rejoint l'armée du Texas sous les ordres de Sam Houston lors de sa retrait vers l'est du Texas. Affecté à la compagnie d'artillerie du capitaine Isaac N. Moreland lors de la bataille de San Jacinto (21 avril 1836), il commande l'une des « deux sœurs jumelles » - deux canons de six livres - envoyés par les citoyens de Cincinnati pour aider les Texans. Il fait un usage mortel de la mitraille contre les positions mexicaines et reçoit une commission de premier lieutenant sur le champ de bataille. Pour son service (datant avant le 18 avril 1836), McCulloch est récompensé du certificat de gratification du Taxas No. 2473 de 320 acres (1,3 km2). En 1839, il reçoit aussi le certificat de donation No. 776 de 640 acres (2,6 km2), pour son service à San Jacinto.
McCulloch est alors affecté dans la compagnie de cavalerie du capitaine William H. Smith, mais quitte l'armée pour retourner dans le Tennessee. Il se réengage quelques mois plus tard dans une compagnie de trente volontaires sous le commandement de Robert Crockett, le fils de David.
En 1838, il est topographe pour la république du Texas et autour de la communauté de Seguin, rejoignant plus tard les Texas Rangers en tant que lieutenant pour le capitaine John Coffee « Jack » Hays. Il acquiert une réputation en tant que combattant des Indiens, préférant les fusils de chasse, les pistolets et le couteaux Bowie à la carabine et au sabre de la dotation normale.
Sur la force de sa nouvelle renommée, il est élu à la chambre des représentants de la république du Texas en 1839. La campagne est houleuse, et McCulloch a un duel au fusil l'année suivante contre le colonel Reuben Ross, dont il sort blessé qui laisse sont bras droit infirme jusqu'à la fin de sa vie. Ben considère la chose entendue, mais cela repart de nouveau l'année suivante, cette fois impliquant Henry McCulloch, qui tue Ross avec un pistolet.
En 1842, McCulloch reprend la topographie et un service militaire intermittent. À la bataille de Plum Creek, le 12 août 1840, il sert d'éclaireur contre les Comanches, et commande ensuite l'aile droite de l'armée du Texas. Lorsqu'un raid mexicain sous les ordres du général Ráfael Vásquez envahit San Antonio en février 1842, McCulloch a une importance lors du combat qui repousse les mexicains derrière le rio Grande. Un deuxième raid mexicain mené par le général Adrian Woll en septembre de la même année capture San Antonio. McMulloch sert d'éclaireur pour les Rangers du capitaine Hays. Lui et son frère, Henry, prennent part ensuite à l'expédition ratée Somervell et les deux s'échappent peu avant que la plupart des Texans ne soient capturés à Ciudad Mier, Mexique dans les Tamaulipas le 25 décembre 1842.
Samuel Reid, un volontaire de Louisiane, décrit McCulloch et sa compagnie de ranger comme « des hommes en groupes avec des longues barbes et moustaches, habillés de manière dépareillée, à une exception, le chapeau mou, l'uniforme clairement identifiable d'un Texas ranger, et une ceinture de pistolet autour de leur hanche, [qui] s'occupaient à sécher leur couverture, nettoyer et réparant leur armes, et certains affairés à cuisiner sur différents feux, pendant que les autres pansaient leurs chevaux. Une allure rugueuse que nous n'avions jamais vue. Ils n'avaient pas de tente, une misérable remise leur fournissait le seul abri. Le capitaine McCulloch nous présenta à ses officiers et à beaucoup de ses hommes apparaissaient être des gens disciplinés et bien élevés. Mais avec leur allure extérieure rugueuse, il est était difficile de dire ce qu'ils étaient. En dépit de leur allure féroce et hors la loi, il y avait parmi eux des médecins, des avocats et beaucoup de diplômés d'université. »

## Guerre américano-mexicaine
En 1845, McCulloch est élu dans le comté de Gonzales à la première législature de l'État du Texas à la suite de son entrée dans l'union. Au printemps de 1846, une loi est promulguée le nommant major général, commandant toute la milice du Texas à l'ouest du fleuve Colorado. Cette même année, avec le déclenchement de la guerre avec le Mexique, il lève une compagnie de Rangers qui devient la compagnie A du 1st Regiment of Texas Mounted Volunteers du colonel Hays, qui fut connue pur sa capacité à voyager régulièrement 400 kilomètres (250 miles) en dix jours ou moins. Il est nommé par la suite chef des éclaireurs sous le commandement du général Zachary Taylor, avec le grade de commandant, et devient connu nationalement pour ses exploits audacieux dans le nord du Mexique. Sa compagnie d'éclaireurs comprend George Wilkins Kendall, éditeur du New Orleans Picayune. À cette époque, McCulloch parle couramment l'espagnol et ses compétences d'homme des bois lui permettent de passer et de revenir au travers des lignes sans se faire détecter, plus d'une fois s'infiltrant à moins d'un kilomètre six cents (un mile) de la propre tente de Santa Anna.
McCulloch mène sa compagnie d'éclaireurs comme de l'infanterie montée à la bataille de Monterrey et son travail de reconnaissance experte avant la bataille de Buena Vista a probablement sauvé l'armée de Taylor d'un désastre. Après Buena Vista, il est promu au grade de commandant des volontaires des États-Unis.
À la fin de la guerre, McCulloch mène des reconnaissances pour le major général David E. Twiggs, mais rejoint la ruée vers l'or de Californie en 1849. Alors qu'il n'a jamais trouvé d'or, il est élu shérif de Sacramento. Son vieux commandant, le colonel Hays est élu shérif de Sans Francisco le même jour. Des vieux amis Sam Houston et Thomas J. Rusk, maintenant tous deux au sénat des États-Unis, tentent d'arranger sa nomination dans un régiment de l'armée sur la frontière, mais son manque d'éducation formelle le dessert et la nomination n'est jamais obtenue. En 1852, le président Franklin Pierce lui promet le commandement du 2nd U.S. Cavalry, mais le secrétaire à la guerre Jefferson Davis le donne plutôt à Albert Sidney Johnston.
McCulloch est nommé marshal des États-Unis pour le district oriental du Texas en 1852, servant pendant les mandatures de Pierce et Buchanan. Néanmoins, conscient de son manque d'éducation militaire formelle, il passe, en réalité, une bonne partie de son mandat à l'étude de la science militaire dans les bibliothèques de Washington, D.C. Après la guerre de l'Utah, en 1858, il est un des commissaires de paix envoyés pour négocier avec Brigham Young en Utah (l'autre étant l'ancien gouverneur Lazarus W. Powell du Kentucky).

## Guerre de Sécession
Le Texas fait sécession le 1er février 1861, et le 14 février 1861, McCulloch reçoit une commission de colonel du président confédéré Jefferson Davis, avec le commentaire « aux texans, la notification à un instant est suffisant lorsque leur État requiert leur service ». Il est autorisé à demander la reddition de tous les postes militaires fédéraux dans l'État. À la suite de quoi, le matin du 16 février 1861, le général de l'armée des États-Unis, trouvant plus de 1 000 troupes du Texas qui ont encerclé ses installation de manière disciplinée pendant la nuit, retourne toutes les propriétés fédérales dans San Antonio. En retour, les troupes de Twigg sont autorisées à quitte l'État désarmées. Le 11 mai 1861, le président Davis nomme McCulloch brigadier général.
McCulloch est placé au commandement du territoire indien, dépendant du bureau des affaires indiennes des États confédérés. Il installe ses quartiers-généraux à Little Rock, et commence à rassembler une armée de l'ouest avec des régiments du Texas, d'Arkansas et Louisiane. Il est en désaccord profond avec le général Sterling Price du Missouri, mais avec l'assistance du brigadier général Albert Pike, il est capable de mettre en place des alliances au profit de la confédération avec les Cherokees, les Choctaws et les Creeks.
Le 10 août 1861, les troupes de McCulloch, bien que relativement mal armées, défait l'armée du général Nathaniel Lyon à la bataille de Wilson's Creek, Missouri. « Nous avions environ seulement vingt-cinq cartouches par homme », rapporte McCulloch, « et pas plus pour être à court de fort Smith ou Baton Rouge ». Il n'a pas un haute opinion des hommes du Missouri de Price, remarquant qu'ils sont indisciplinés, commandé par des politiciens incompétents et inexpérimentés, qui n'ont qu'un faible lot d'armes et d'équipement. Pour près de 5000 d'entre eux, l'expiration de leur engagement arrive à expiration et ils sont impatients de retourner chez eux. La coopération entre les contingents de l'Arkansas et du Missouri est faible, avec « peu de cordialité entre les deux armées ». Son manque de confiance dans les hommes du Missouri, pousse McCulloch à hésiter quand une attaque audacieuse aurait pu détruire la plus petite force de Lyon et donné le Missouri à la Confédération.
La inimitié persistante entre McCuloch et Price aboutit à la nomination du major général Earl Van Dorn au commandement de toutes le troupes, Henry Heth et Braxton Bragg ayant décliné la nomination. Lorsque Van Dorn lance son expédition contre St.Louis, stratégie à laquelle McCulloch s'oppose fortement, c'est une nouvelle fois la reconnaissance de McCulloch qui contribue au petit succès obtenue par Van Dorn.
McCulloch commande l'aile droite confédérée lors de la bataille de Pea Ridge (ou Elkhorn Tavern), Arkansas, et le 7 mars 1862, après avoir beaucoup manœuvré, ses troupes submergent la batterie d'artillerie de l'Union. La résistance de l'Union se renforce tard dans la matinée, et lorsque McCulloch chevauche pour reconnaître les positions ennemies, il est abattu sur sa selle et meurt instantanément. McCulloch a toujours détesté les uniformes de l'armée et portait un costume civil en velours noir et des bottes Wellington au moment de sa mort. Le crédit du tir mortel est donné au tireur d'élite Peter Pelican du 36th Illinois Infantry.
Le successeur de McCulloch, le brigadier général James M. McIntoch, à la tête de la cavalerie, est tué quelques minutes plus tard lors d'une charge pour récupérer le corps de McCulloch. Le colonel confédéré Louis Hébert est capturé lors de cette charge, et les forces confédérées, sans commandant à leur tête, se désagrègent et retraitent. Les historiens imputent généralement le désastre confédéré de Pea Ridge et la perte qui s'ensuit de l'Arkansas sans défense à la mort du général Ben McCulloch.
Le corps de McCulloch est enterré sur le champ de bataille de Pea Ridge, mais est par la suite déplacé avec d'autres victimes de la batailles vers le cimetière de Little Rock. Il est ensuite ré-inhumé dans le cimetière de l'État du Texas à Austin ; sa tombe est dans la section de Republic Hill du cimetière, ligne N, No. 4. Ses papiers sont entreposés dans le centre de Dolph Briscoe pour l'American History (anciennement le centre historique Barker du Texas) à l'université du Texas à Austin.

## Mémoire
Le comté de McCulloch, Texas, créé en 1856 et situé au centre géographique de l'État, est baptisé en son honneur. Il est aussi l'un des trente hommes inscrits sur le Hall of Fame des Texas Rangers à fort Fisher, Waco.
Peu après Pea Ridge, Albert Pike, alors brigadier général, construit le fort McCulloch, principale fortification confédérée dans la section méridionale du territoire indien, appelé en fonction de son défunt commandant. Elle est construite sur une cascade sur la rive sud de la Blue River et est maintenant située dans le comté de Bryan, Oklahoma. Elle est répertoriée dans le registre national des États-Unis des lieux historiques en 1971.
Le camp Ben McCulloch (voir liens externes infra) est établi près d'Austin en 1896 comme un site de réunion pour les United Confederate Veterans et est le dernier lieu que les descendants de l'UCV possèdent, les fils et les filles de la Confédération. C'est maintenant un aménagement public récréatif de 800 m2 (200 acres), dirigé par le comté de Hays, et est un lieu populaire pour les réunions des familles du centre du Texas, les pique-niques et les festivals musicaux.
Plusieurs autres membres de la famille de McCulloch l'ont suivi au Texas, dont sa mère. Elle meurt dans le comté d'Ellis en 1866 dans la maison d'un autre de ses fils, John C. McCulloch, qui a été capitaine dans l'armée confédérée. Ses restes sont exhumés en 1938 par l'État du Texas et sont ré-inhumés à côté de ceux du général Ben McCulloch, et un monument commun est érigé. Les autres parents vivent dans les comtés de Gonzales et de Walker.

## Culture populaire
Steve Earle a écrit une chanson sur McCulloch dans son album « Train a Comin ».
Il est le principal antagoniste de la nouvelle de Harry Turledove « Lee à Alamo » (2011).
Il est aussi un personnage de « True Women » de Janice Wodd Windle qui a été porté à l'écran (TV) plus tard.
On fait mention des rangers de McCulloch dans « Blood Meridian » de Cormac McCarthy, à la page 95, où les hommes du gang de Glanton sont supposés être issus des rangers de McCulloch : « (...) Tate du Kentucky qui a combattu avec les rangers de McCulloch comme Tobin et les autres de l'équipe (...) ».

## Postérité
Le comté de McCulloch a été nommé en sa mémoire.